# Славне тридцятиріччя

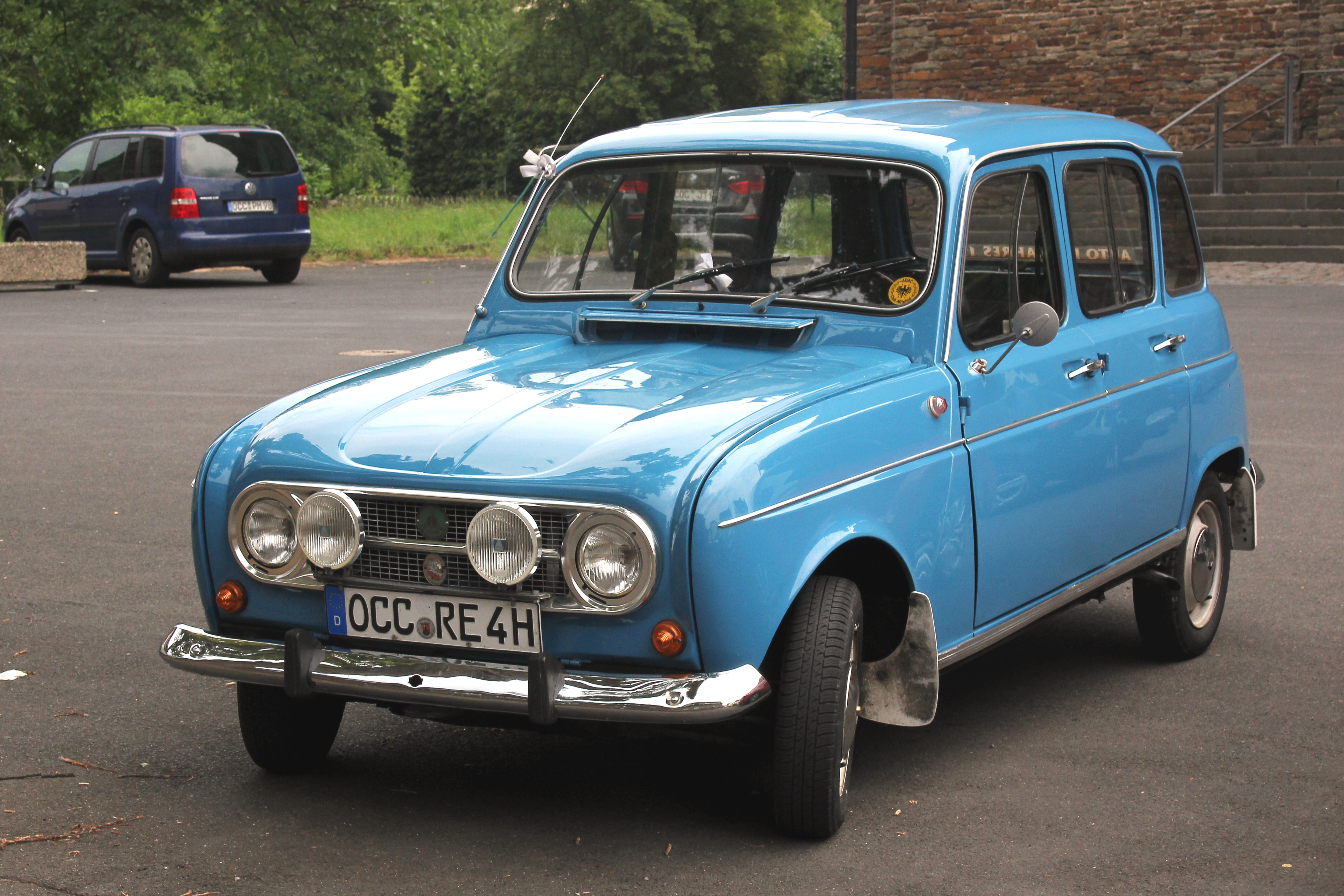
Renault 4, що ілюструє індустріалізацію та суспільство споживання

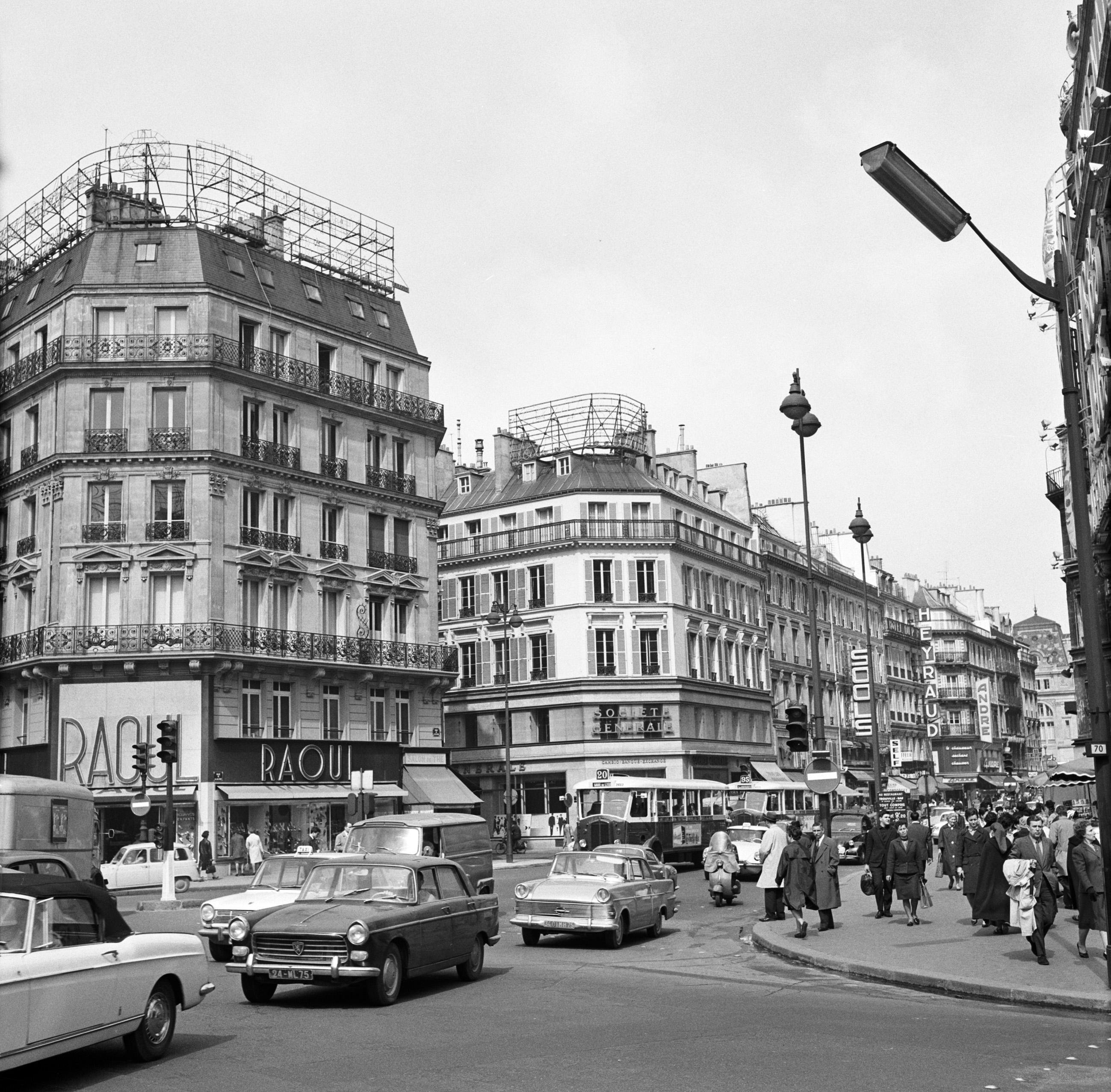
Париж у 1965

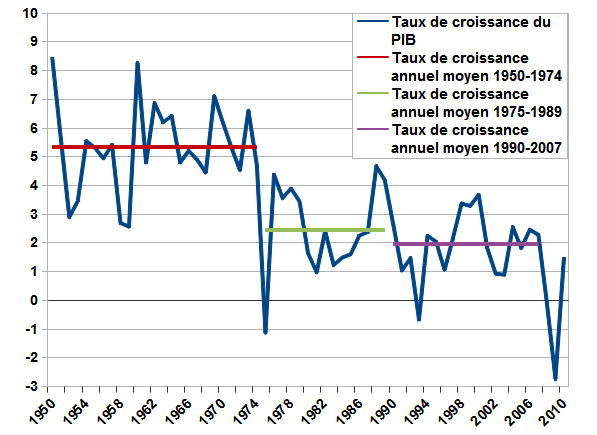
Щорічний темп зростання ВВП (1950—2010) у Франції та середньорічний темп зростання за три періоди, включаючи Славне тридцятиріччя.

Славне тридцятиріччя (фр. Les Trente Glorieuses фр. вимова: [le tʁɑ̃t ɡlɔʁjøz]) — термін, введений Жаном Фурастьє в 1979 році за аналогією з «Трьома славними днями» 27 — 29 липня Липневої революції 1830 року. Автор запропонував його у своїй книзі «Les Trente Glorieuses, ou la revolution invisible de 1946—1975» («Славне тридцятиріччя, або Невидима революція 1946—1975»). Стосується періоду з 1946 по 1975 роки, коли в розвинених капіталістичних країнах (головним чином членах Організації економічного співробітництва та розвитку) відбулися настільки значні економічні та соціальні зміни, що в західноєвропейських країнах і Японії, з сорокарічним відставанням від США, сформувалося суспільство споживання (у Франції рівень життя став одним з найвищих у світі).
На першу половину «Славного тридцятиліття» довелося економічне відновлення країн, що постраждали під час Другої світової війни (план Маршалла). Для всього періоду в цілому було характерно:
- Високий ріст промислового виробництва (середньорічне зростання 5 %),
- Досягнення мінімального рівня безробіття в більшості країн (у Франції 1,8 %, в Японії 1,3 %, у ФРН менше 1 %, у Швейцарії повна зайнятість).
- Демографічний вибух (особливо у Франції, ФРН, США та Канаді).